# Свети Йоан Богослов (Слепче)
„Свети Йоан Богослов“ (на македонска литературна норма: „Свети Јован Богослов“) е късносредновековна църква в Северна Македония, разположена малко над Слепченския манастир, част от Крушевско-Демирхисарската епархия на Македонската православна църква – Охридска архиепископия.
Представлява малка църква непосредствено северозападно от Слепченския манастир. Сред народа е известна и като „Свети Никола“. В архитектурно отношение е малка еднокорабна сграда, покрита с полукръгъл свод. На изток има петостранна апсида. На северната и южната страна от вътре има пиластри за укрепване, които образуват полукръгли ниши. Зидарията е от ломен камък. Фасадите са фугирани. Покривът е с турски керемиди, а този на апсидата – с каменни плочи. Подът е под нивото на терена и е циментов. Над западния вход има засводена полукръгла ниша с изображение на патрона, като в долната ѝ част има надпис с годината 1627- вероятно годината на изписването, и името на монаха Герасим. Живописта в църквата вероятно е дело на майстори от Линотопската художествена школа. От сцените се отличават композициите „Дейсис“ „Успение Богородично“, „Свети Лука изписва лика на Света Богородица с Христа“, както и иконата „Света Богородица Троеручица“ от 1627 година. Иконостасът е дървен и големият кръст вероятно е от XVI век.